# Anumeta uniformis
Anumeta uniformis là một loài bướm đêm trong họ Erebidae.